# هجوم حفلة الأطفال
هجوم حفلة الأطفال كان هجوماً وقع أثناء ثورة 14 أكتوبر. أُلقيت قنبلة يدوية على قاعدة سلاح الجو الملكي في خورمكسر في وقت تصادف فيه وجود حفل للأطفال. قُتلت فتاة واحدة (جيليان سادي، ابنة العميد الجوي إي سايدي) وأصيب أربعة أطفال بجروح.
كان الهجوم جزءًا من الإضطرابات العامة حول عيد الميلاد في عدن عام 1964: في 26 ديسمبر / كانون الأول، قُتل المفتش فضل خليل من فرع عدن الخاص عندما أُطلق النار عليه رفقة أربعة من رجال الشرطة الآخرين في بازار كريتر. عشية عيد الميلاد، قَتَل حارسُ بريطاني عربيًا رميا بالرصاص.